# Daniel Ratthé
Daniel Ratthé, né le 8 juin 1956 à Chicoutimi, est un homme politique québécois. Il a représenté la circonscription de Blainville de 2008 à 2014.
Élu comme député du Parti québécois lors de l'élection générale québécoise de 2008, il est exclu du caucus en novembre 2011 et siège comme indépendant. Il rejoint la Coalition avenir Québec à partir de février 2012. Il est élu sous cette bannière à l'élection générale québécoise de 2012 (septembre), qui accorde le pouvoir au Parti québécois (minoritaire). Le 21 mai 2013, il est expulsé du caucus caquiste à la demande de son chef François Legault en raison d'allégations dévoilées dans le cadre de la Commission Charbonneau concernant son élection à la mairie de Blainville en 2005.
En mars 2014, il annonce son retrait de la vie politique.

## Biographie
Né en 1956, Daniel Ratthé obtient en 1997 un diplôme d'études collégiales en sciences humaines du Collège Montmorency. Il a œuvré dans le domaine de la radio de 1976 à 1984, occupant divers postes à CFGL-FM, CIMO-MF et CIEL-MF. De 1984 à 1997, il a travaillé pour Sony Canada pour être par la suite à l'emploi de CEDROM-SNi comme directeur national des ventes.
De 2001 à 2005 il a été conseiller municipal de la municipalité de Blainville. En 2005, il a été candidat défait à la mairie de cette municipalité.
Aux élections générales québécoises de 2008, il se présente, avec succès, dans la circonscription de Blainville sous la bannière du Parti québécois. Il défait l'adéquiste sortant Pierre Gingras en obtenant 41 % des voix.
À l'Assemblée nationale, il est nommé porte-parole de l'opposition officielle en matière de petites et moyennes entreprises.
Le 24 novembre 2011, la chef du Parti québécois, Pauline Marois l'expulse du caucus. Des rumeurs circulaient à son endroit sur son attachement au nouveau parti politique de la Coalition avenir Québec.
En février 2012, Daniel Ratthé rallie officiellement la Coalition avenir Québec. Il est réélu comme député lors de l'élection générale québécoise de 2012 sous la bannière de ce parti.
Le 21 mai 2013, le chef de la CAQ, François Legault annonce la suspension du député Daniel Ratthé en raison d'allégations « extrêmement sérieuses » entourant sa campagne électorale à la mairie de Blainville en 2005.

## Vie après la politique
Depuis 2022, Daniel Ratthé est trésorier au sein du Cercle des ex-parlementaires de l'Assemblée nationale du Québec.